# Tamaraceite-San Lorenzo-Tenoya
Tamaraceite-San Lorenzo-Tenoya es el distrito con menor población y mayor extensión de los que forman el conjunto de la ciudad de Las Palmas de Gran Canaria. Situado al oeste de la ciudad, colinda con los municipios de Arucas, Santa Brígida y Teror. Actualmente es uno de los núcleos en mayor expansión de la ciudad capitalina de Gran Canaria.
Cabe destacar, por su importancia histórica, la ermita de la Mayordomía, construida en el siglo XVII y ubicada en el barrio de Tamaraceite que cuenta con uno de los parques urbanos más grandes de Canarias, el Parque de la Mayordomía.

## Barrios
El distrito de Tamaraceite-San Lorenzo cuenta con 44.896 habitantes y aglutina a los barrios de Almatriche Alto, Almatriche Bajo, Cuevas Blancas, Costa Ayala, Casa Ayala, Dragonal Alto, Dragonal Bajo, El Román, El Zardo, El Toscón, La Suerte, La Galera, Las Majadillas, Las Perreras, Llanos de Mª Rivera, Hoya Andrea, La Milagrosa, Las Mesas, Los Giles, Lomo los Frailes, Piletas, San José del Álamo, El Roque, Siete Puertas, San Lorenzo, Tamaraceite, Tenoya, Isla Perdida, Cañada Honda, Casa Ayala, Ladera Alta, La Cazuela, Ciudad del Campo, Cruz del Ovejero, El Pintor, Cuevas del Monte, La Tosca, Riscos Negros y La Mina.

## Deporte
La U. D. Tamaraceite es uno de los equipos históricos del municipio capitalino de Las Palmas de Gran Canaria, fundado en 1966.